# Rushine De Reuck
Rushine De Reuck (Città del Capo, 9 febbraio 1996) è un calciatore sudafricano, difensore del Maccabi Petah Tiqwa.

## Palmarès

### Club

#### Competizioni nazionali
- Campionato sudafricano: 5

Mamelodi Sundowns: 2020-2021, 2021-2022, 2022-2023, 2023-2024, 2024-2025
- MTN 8: 1

Mamelodi Sundowns: 2021

#### Competizioni internazionali
- African Football League: 1

Mamelodi Sundowns: 2023

### Nazionale
- Coppa COSAFA: 1

Sudafrica 2021